# Pierre Bouguer
Pierre Bouguer (16. únor 1698, Croisic – 15. srpen 1758, Paříž) byl francouzský geofyzik, geodet, astronom a matematik. Vynalezl pyrometr, fotometr a heliometr. Řešil především problém absorpce světla (Essai d'optique, 1729) a gravitačního pole Země (Manière d'observer en mer le déclinaison de la boussole, 1731). Jeho objevy v této oblasti měly zásadní dopad na námořní navigaci. Zabýval se též přeměnami objemu kovů v důsledku tepelných změn. Popsal lom paprsků a jejich výchylky na obzoru, ubývání hustoty vzduchu v různých výškách apod. V roce 1731 se stal členem pařížské akademie. Roku 1735 se účastnil spolu s Godinem a Condaminem měření poledníkového stupně v Jižní Americe. V této výpravě strávil 7 let.